# Municipi de Rome

Carte des quinze Municipi de Rome depuis 2013.

Carte des dix-neuf Municipi de Rome de 2001 à 2013.

Les municipi de Rome sont les subdivisions administratives de la ville de Rome, capitale de l'Italie. Au nombre de quinze, ils constituent l'équivalent des arrondissements de Paris.

## Historique
Le 31 mars 2001, les dix-neuf « municipi » sont mis en place, à la suite de la délibération n° 22/2001 du conseil communal de Rome du 19 janvier 2001. Leur nombre est réduit à quinze par la délibération n° 11/2013 de l'Assemblée capitoline du 11 mars 2013.

## Fonctions
Les quinze municipi de Rome représentent l'administration locale de la capitale italienne en application des objectifs de « décentralisation des pouvoirs » établis pour loi italienne. Ceux-ci prennent la place des circonscriptions de la ville déjà préexistantes. 
Ils jouissent d'une autonomie de gestion en matière financière et comptable ; aux attributions précédemment conférées aux anciennes circonscriptions, de grandes compétences ont été ajoutées comme : le développement économique ou la construction de bâtiments privés d'intérêt local.

## Politique et administration
Chaque Municipio est dirigé par un président et par une junte, composée de six assesseurs dont l'un est vice-président. Ils sont tous élu pour un mandat de cinq ans.

## Liste
| Municipio      | Superficie (km²) | Population (2016) | Densité (hab./km²) | Localisation |
| -------------- | ---------------- | ----------------- | ------------------ | ------------ |
| Municipio I    | +19,91           | 185 432           | +09 314,           |              |
| Municipio II   | +13,672          | +168 364,         | +12 314,           |              |
| Municipio III  | +97,82           | +205 019,         | +02 096,           |              |
| Municipio IV   | +49,152          | +176 981,         | +03 600,           |              |
| Municipio V    | +26,98           | +247 302,         | +09 167,           |              |
| Municipio VI   | +113,355         | +257 534,         | +02 271,           |              |
| Municipio VII  | +46,75           | +308 075,         | +06 589,           |              |
| Municipio VIII | +47,292          | +131 181,         | +02 773,           |              |
| Municipio IX   | +183,171         | +182 026,         | +00993,            |              |
| Municipio X    | +150,643         | +231 723,         | +01 538,           |              |
| Municipio XI   | +70,875          | +155 586,         | +02 195,           |              |
| Municipio XII  | +73,125          | +141 107,         | +01 929,           |              |
| Municipio XIII | +68,67           | +134 147,         | +01 953,           |              |
| Municipio XIV  | +131,283         | +191 776,         | +01 460,           |              |
| Municipio XV   | +186,705         | +159 984,         | +00856,            |              |
| Total          | +1 285,31        | +2 877 215,       | +02 239,           |              |